# Iori
L'Iori (en géorgien იორი, en azéri Qabırlı) est une rivière du Caucase du Sud, qui débute dans le Grand Caucase (est de la Géorgie) et continue en Azerbaïdjan. Dans ce pays, il change de nom pour prendre celui de Gabirry (Qabırlı) et coule jusqu'au réservoir de Mingachevir, tout comme l'Alazani. La rivière mesure 320 km.